# Sissela
Kvinnonamnet Sissela är en försvenskad variant av Cecilia. Andra varianter är Sissel och Sidsel. Namnet fick ett uppsving under 1980- och 1990-talen men är relativt ovanligt.
Den 31 december 2008 fanns det totalt 174 personer i Sverige med namnet Sissela varav 115 med det som tilltalsnamn. År 2003 fick 3 flickor namnet, varav 2 fick det som tilltalsnamn. I den svenska almanackan kom namnet in så sent som år 2001 men det har förekommit i Sverige under flera hundra år.
Namnsdag: 22 november.

## Personer med namnet Sissela/Sissel
- Sissela Benn, skådespelerska och komiker
- Sissela Bok, svensk-amerikansk filosof och författare
- Sissela Kyle, skådespelerska och komiker
- Sisela Lindblom, författare och regissör
- Sissela Nordling Blanco, talesperson för det svenska partiet Feministiskt initiativ
- Sissel Kyrkjebø, norsk schlager- och visartist, bland annat känd för jullåten Julen är här som hon har sjungit in i duett med svenske Tommy Körberg